# Carinosmylus durus
Carinosmylus durus is een insect uit de familie watergaasvliegen (Osmylidae), die tot de orde netvleugeligen (Neuroptera) behoort. 
Carinosmylus durus is voor het eerst wetenschappelijk beschreven door New in 1986. De soort komt voor in het oosten van Australië.